# Fürstenberg-Wolfach
Fürstenberg-Wolfach fue un condado en el occidente de Baden-Württemberg, Alemania, durante la Edad Media. Ocupó la región alrededor de Wolfach. Fue creado como una partición del Condado de Fürstenberg en 1408. Con la extinción de su línea de la Casa de Fürstenberg en 1490, fue heredado por los Condes de Fürstenberg-Baar.

## Condes de Fürstenberg-Wolfach (1408-1490)
- Conrado IV (1408-1419)
- Enrique VIII el Noble (1419–1490)

- Datos: Q3755505